# Beat (Rhythmus)
Beat ist die englische Bezeichnung für den Taktschlag in einem Musikstück, der eine Zählzeit im Metrum (Grundschlag) darstellt. In der Popmusik wird mit „Beat“ im weiteren Sinn ein ausgeprägter Rhythmus bezeichnet. 
Wiederholen sich betonte und unbetonte Taktschläge immer wieder nach demselben Muster, spricht man von Takt. Sind alle Taktschläge gleich betont bzw. unbetont, handelt es sich um einen Grundschlag oder ein Metrum, wie beispielsweise bei den Schlägen eines Metronoms. Die Existenz des Grundschlags ist die Voraussetzung für andere rhythmisch-metrische Eigenheiten wie 
- Upbeat (engl. etwa „Schlag herauf“): siehe Auftakt.
- Downbeat (engl. etwa „Schlag herunter“): entsprechend der Abwärtsbewegung des Arms nach unten zur ersten Zählzeit in den meisten Schlagfiguren, die erste Zählzeit eines Taktes bzw. die Betonung auf  die „Eins“.
- Backbeat: Betonung auf den geraden, eigentlich unbetonten Zählzeiten eines geraden Taktes, beim 4⁄4-Takt also die zweite und vierte Zählzeit. Beispiel: Rock and Roll, Disco
- Offbeat: jede Position zwischen den Beats. Im 2⁄4-Takt sind beispielsweise das zweite und vierte Achtel Offbeats, das 2., 4., 6. und 8. Sechzehntel wird als Doubletime-Offbeat bezeichnet. Beispiel: Salsarhythmen, Reggae, Punk.
- Afterbeat: ein Gegenakzent auf den zweiten und vierten Taktschlag, er sorgt für Spannung.
- Laid Back:  Beat, der, was das Mikrotiming betrifft, gewöhnlich ein wenig hinter den strikten Akzenten zum Beispiel eines 4/4-Takts gespielt wird.

Beats per minute sind äquivalent zu MM („Mälzels Metronom“). In der traditionellen afrikanischen Musik ist der Beat ein zeitlicher Bezugspunkt, ein metrisches Zentrum innerhalb der verschiedenen Metren der einzelnen Musiker. Der Beat wird oft nicht explizit gespielt, jedoch erfolgen Tanzschritte auf dem Beat und er wird zur Verdeutlichung mitgeklatscht. Beat ist somit der rhythmische Hauptakzent eines Musikstückes, dem eher streng gefolgt wird (beim Walzer oder Blues) oder Zwischenschläge werden verschleppt (in der Rockmusik) oder vorwärtsgetrieben (Stilmerkmal des Jazz, insbesondere beim Swing). Selbst wenn die Rhythmusgruppe innerhalb eines Liedes planmäßig pausiert (Stop Time Chorus, Kadenz), läuft der Beat unhörbar weiter und wird durch körperliche Bewegungen (Fußtreten, Mitschwingen) verdeutlicht.